# LWD
LWD is een historisch merk van motorfietsen.
De bedrijfsnaam was: Lippsche Werge AG, Abteilung Motorradbau, Detmold.
LWD was een Duits merk dat vanaf 1921 197- en 247cc-motorfietsen met eigen motoren bouwde.
In dezelfde periode ontstonden nog honderden andere kleine merken in Duitsland. De meesten produceerden goedkoop door inbouwmotoren van andere merken te kopen, maar LWD ontwikkelde en produceerde haar aandrijfeenheden zelf. De concurrentie was zo hevig, dat alleen in 1925 al ruim 150 van deze kleine producenten weer van de markt verdwenen. Dat gebeurde ook met LWD.